# Torre de' Torti
Torre de' Torti è una frazione del comune italiano di Cava Manara. Costituì un comune autonomo fino al 1872.

## Storia
In un registro annonario del comune di Pavia del 1259, la località è menzionata come Torre di Sigebaldo Torti, i Torti erano un'importante famiglia pavese. Il paese fu al centro nel Settecento di una disputa internazionale per la sua incerta inclusione nella Lomellina o nel Siccomario, dopo che la prima era stata ceduta a Casa Savoia fra il 1707 e il 1713. La questione fu risolta a favore dei piemontesi solo nel 1738 con un'apposita clausola nel trattato di pace che concluse la guerra di successione polacca.